# Il delitto di Giovanni Episcopo
Il delitto di Giovanni Episcopo è un film del 1947 diretto da Alberto Lattuada, tratto dal romanzo Giovanni Episcopo di Gabriele D'Annunzio.
La pellicola è stata presentata in competizione ufficiale alla 8ª Mostra internazionale d'arte cinematografica di Venezia (1947) e poi sempre in concorso anche al successivo Festival di Cannes 1947.

## Trama
Fine del XIX secolo. Giovanni Episcopo è un modesto impiegato d'archivio che vive sereno e felice, dividendo la sua vita tra il lavoro e la camera in cui vive a pensione presso una modesta famiglia. Una sera esce ed incontra dei colleghi più giovani di lui che lo trascinano in un caffè-concerto, dove, in maniera rocambolesca, fa conoscenza di Giulio Wanzer, un avventuriero che vive di espedienti e aspira con tali mezzi a un salto sociale. L'incontro con Wanzer stravolge la sua vita: l'avventuriero, venuto a conoscenza dell'ammontare dei suoi risparmi, lo spinge ad abbandonare il suo modesto ménage, facendolo trasferire in una pensione frequentata da persone equivoche.
Nella pensione lavora Ginevra, un'avvenente "servetta" dai facili costumi, che, corteggiata da tutti, vagheggia la fuga con Wanzer, in perenne attesa di un colpaccio decisivo. L'ambiguo atteggiamento di Ginevra nei suoi confronti, favorito dalle ruffianerie messe in atto da Wanzer e da altri frequentatori della pensione (tra cui il fatuo Doberti), fa innamorare Episcopo, che si trova pienamente coinvolto nelle "trappole psicologiche" tese da Wanzer. Si apre nella sua vita una nuova e dispendiosa parentesi, che inizierà a minarne la consistenza delle sostanze e a intaccarne la reputazione sul lavoro.
Wanzer, caduto temporaneamente in disgrazia per un rovescio, è ricercato dalle forze dell'ordine e costretto alla fuga in Argentina. Ginevra, rimasta sola, fugge dalla pensione e raggiunge la sorella a Tivoli, dove viene rintracciata da Episcopo, alla cui proposta di matrimonio ella acconsente.
Inizia così una parentesi familiare la cui apparente tranquillità non durerà però a lungo. La disinibita disinvoltura della insoddisfatta Ginevra si manifesta durante i festeggiamenti della notte di Capodanno di inizio Novecento, che ella trascorre per le vie di Roma con Doberti.
Episcopo, consapevole del comportamento infedele, attende in casa il ritorno della moglie, deciso a una resa dei conti a cui non saprà risolversi: ogni decisione è infatti vanificata dalla inattesa notizia che Ginevra è incinta di lui. Allo scopo di salvare la famiglia, per il bene del nascituro, accetta un nuovo umiliante ménage che lo porterà alla perdita dell'impiego, costringendolo così a un tenore di vita più modesto e alla ricerca di lavori più duri e meno remunerativi.
Nonostante le difficoltà, Episcopo sembra almeno riuscire nel suo scopo: far crescere il figlio in condizioni quasi dignitose, nonostante la degradazione del suo ruolo.
Ma una nuova svolta è ancora da arrivare, il giorno in cui Wanzer, superati i rovesci e raggiunto il successo oltreoceano, fa ritorno in Italia e incontra Ginevra. Si presenta così a casa Episcopo per rivendicare a sé la donna, che non resistendo al suo fascino prepara il bagaglio apprestandosi a seguirlo.
Ma il comportamento di Wanzer, ed un suo scatto inopportuno con cui reagisce all'ostilità del bambino, fanno precipitare la situazione: Episcopo, preso da un raptus, assassina l'avventuriero accoltellandolo alle spalle. Quindi fugge con il figlio febbricitante, vagando per la città, prima di scegliere di rifugiarsi presso la modesta famiglia della sua pensione di un tempo, dove il bambino viene adeguatamente accudito e curato.
Quando sopraggiunge Ginevra, Episcopo si congeda dal figlio: salutatolo con la promessa di un futuro ritorno, si presenta al Commissariato di P.S. deciso ad affrontare il suo nuovo destino.

## Produzione
Il film venne girato negli stabilimenti Safir di Roma. Ottenne il visto censura n. 2998 del 29 agosto 1947.

## Distribuzione
Il film venne distribuito nelle sale cinematografiche italiane il 27 settembre del 1947.

## Incassi
Incasso accertato nelle sale sino al 31 dicembre 1952: 73.750.000 lire dell'epoca.

## Riconoscimenti
- 1947 - Biennale di Venezia
  - Premio per speciali meriti artistici (Aldo Fabrizi)
- 1948 - Nastro d'argento
  - Miglior regia
  - Miglior attore non protagonista (Nando Bruno)